# Leerdam
Leerdam este o comună și o localitate în provincia Olanda de Sud, Țările de Jos. 

## Localități componente
Leerdam, Kedichem, Schoonrewoerd, Oosterwijk.

## Personalități născute aici
- Matwé Middelkoop (n. 1983),  tenismen.